# Aimoino Germanopratino
Aimoino Germanopratino o de Saint-Germain-des-Prés, en latín conocido como Aimoinus Sancti Germani de Pratis, Aimonus Parisiensis, Aimoinus Sangermanensis, fue un monje hagiógrafo del IX siglo, fallecido el 9 de junio, no antes del 896.
Entró en la abadía de Saint-Germain-des-Prés antes del 845, responsable de los archivos y del scriptorium en 872, colega de Usuardo, maestro de Abón Germanopratino. Este último le envió un poema de 22 versos para que aceptase la dedicatoria de su De bellis Parisiacæ urbis y la corrigiese; aparentemente se encontró con una negativa, si vamos a creer la dedicatoria en prosa a padre Gozlino: «Los pequeños versos dactílicos de un metro que preceden a mi poema [los dirigidos a Aimoino] anuncian su objeto por sí mismos, pero han sido mal recibidos. El favor que no pudieron encontrar con mi amo, que ellos, hermano, lo reciban contigo». El poema de Abón se completó en 896 o 897: en II, 577, se trata del «emperador Arnulfo», que fue coronado por el Papa el 22 de febrero del 896, y por otro lado del rey Eudes, el héroe celebrado en el poema, que murió el 3 de enero del 898, obviamente todavía estaba vivo.
Se conservan de Aimoino las siguientes obras (dedicadas a las traducciones de reliquias de santos):
- Miracula sancti Germani, en dos libros, escrito después del 874, por orden del padre Gozlino, desarrollado a partir de dos relaciones compuestas después de 845 por orden del padre Ebroino.[3]
- Historia translationis sancti Vincentii ex Hispania in Castrense, en dos libros en prosa y un resumen en 60 versos, dedicado a Bernon, abad de Castres.[4]
- De translatione sanctorum martyrum Georgii monachi, Aurelii y Nathaliæ ex urbe Corduba Parisios, en tres libros.[5]

## Edición
- Patrologia Latina, vol. CXXVI, col. 1009-1056.